# Stephen Graziano
Stephen Graziano (Fort Worth, 26 dicembre 1954) è un compositore statunitense.
Ha composto musiche per film e serie televisive, tra cui: Highlander: Endgame, Cinque in famiglia e Ed.

## Filmografia parziale

### Cinema
- Anno 2053 - La grande fuga (Neon City), regia di Monte Markham (1991)
- Highlander: Endgame, regia di Douglas Aarniokoski (2000)
- L'amore all'improvviso (What's Up, Scarlet?), regia di Anthony Caldarella (2005)

### Televisione
- Get a Life - serie TV, 4 episodi (1992)
- The Edge - serie TV, 5 episodi (1992-1993)
- Phenom - serie TV, 5 episodi (1993)
- Le avventure di Brisco County Jr. (The Adventures of Brisco County, Jr.) - serie TV, 13 episodi (1993-1994)
- Cinque in famiglia (Party of Five) - serie TV, 46 episodi (1994-1996)
- Oltre i limiti (The Outer Limits) - serie TV, 2 episodi (1995)
- Il cliente (The Client) - serie TV (1995-1996)
- I viaggiatori (Sliders) - serie TV, 19 episodi (1996-1997)
- Dawson's Creek - serie TV, 3 episodi (1998)
- Ed - serie TV, 22 episodi (2000-2001)
- L'amore trova casa (Love Finds a Home) - film TV, regia di David S. Cass, Sr. (2009)
- Un soldato, un amore (A Soldier's Love Story) - film TV, regia di Harvey Frost (2010)